# Рино (округ Паркер, Тексас)
Рино (енгл. Reno) град је у америчкој савезној држави Тексас. По попису становништва из 2010. у њему је живело 2.494 становника.

## Демографија
Према попису становништва из 2010. у граду је живело 2.494 становника, што је 53 (2,2%) становника више него 2000. године.
| Група             | 2000.         | 2010.         |
| Белци             | 2.243 (91,9%) | 2.191 (87,9%) |
| Афроамериканци    | 9 (0,4%)      | 3 (0,1%)      |
| Азијати           | 3 (0,1%)      | 6 (0,2%)      |
| Хиспаноамериканци | 137 (5,6%)    | 239 (9,6%)    |
| Укупно            | 2.441         | 2.494         |